# Olympische Sommerspiele 1948/Leichtathletik – Hochsprung (Frauen)
Der Hochsprung der Frauen bei den Olympischen Spielen 1948 in London wurde am 7. August 1948 im Wembley-Stadion ausgetragen. Neunzehn Athletinnen nahmen teil. Zum ersten Mal entschied bei Olympischen Spielen die Anzahl der Fehlversuche bei gleicher Höhe über die Platzierung.
Olympiasiegerin wurde die US-Amerikanerin Alice Coachman. Sie gewann vor der Britin Dorothy Tyler und der Französin Micheline Ostermeyer.

## Rekorde

### Bestehende Rekorde
| Weltrekord         | 1,71 m | Fanny Blankers-Koen ( Niederlande) | Amsterdam, Niederlande     | 30. Mai 1943   |
| Olympischer Rekord | 1,65 m | Jean Shiley ( USA)                 | Finale OS Los Angeles, USA | 7. August 1932 |
| Olympischer Rekord | 1,65 m | Mildred Didrikson ( USA)           | Finale OS Los Angeles, USA | 7. August 1932 |

### Rekordverbesserung
Die beiden erstplatzierten Athletinnen verbesserten den bestehenden olympischen Rekord im Finale am 7. August:
- 1,68 m – Alice Coachman (USA)
- 1,68 m – Dorothy Tyler (Großbritannien)

## Durchführung des Wettbewerbs
Die Teilnehmerinnen führten am 7. August direkt eine Finalrunde aus. Auf eine vorherige Qualifikation wurde verzichtet.
Anmerkung:
Die Anzahl der Fehlversuche und die Versuchsserien sind nur für die Medaillengewinnerinnen ab 1,61 m überliefert.

## Legende
Kurze Übersicht zur Bedeutung der Symbolik – so üblicherweise auch in sonstigen Veröffentlichungen verwendet:
| o | übersprungen |
| x | ungültig     |

## Endergebnis
7. August 1948, 15.35 Uhr
| Platz | Name                       | Nation             | Höhe   | Anmerkung | 1,61 m                                                              | 1,64 m                                                              | 1,66                                                                | 1,68                                                                | 1,70 m                                                              |
| ----- | -------------------------- | ------------------ | ------ | --------- | ------------------------------------------------------------------- | ------------------------------------------------------------------- | ------------------------------------------------------------------- | ------------------------------------------------------------------- | ------------------------------------------------------------------- |
| 1     | Alice Coachman             | Vereinigte Staaten | 1,68 m | OR        | o                                                                   | xo                                                                  | xo                                                                  | o                                                                   | xxx                                                                 |
| 2     | Dorothy Tyler              | Großbritannien     | 1,68 m | ORe       | o                                                                   | xxo                                                                 | o                                                                   | xo                                                                  | xxx                                                                 |
| 3     | Micheline Ostermeyer       | Frankreich         | 1,61 m |           | xo                                                                  | xxx                                                                 |                                                                     |                                                                     |                                                                     |
| 4     | Vinton Beckett             | Jamaika            | 1,58 m |           | Versuchsserien ab 1,61 m nur für die Medaillengewinnerinnen bekannt | Versuchsserien ab 1,61 m nur für die Medaillengewinnerinnen bekannt | Versuchsserien ab 1,61 m nur für die Medaillengewinnerinnen bekannt | Versuchsserien ab 1,61 m nur für die Medaillengewinnerinnen bekannt | Versuchsserien ab 1,61 m nur für die Medaillengewinnerinnen bekannt |
| 4     | Doreen Dredge              | Kanada             | 1,58 m |           | Versuchsserien ab 1,61 m nur für die Medaillengewinnerinnen bekannt | Versuchsserien ab 1,61 m nur für die Medaillengewinnerinnen bekannt | Versuchsserien ab 1,61 m nur für die Medaillengewinnerinnen bekannt | Versuchsserien ab 1,61 m nur für die Medaillengewinnerinnen bekannt | Versuchsserien ab 1,61 m nur für die Medaillengewinnerinnen bekannt |
| 6     | Bertha Crowther            | Großbritannien     | 1,55 m |           | Versuchsserien ab 1,61 m nur für die Medaillengewinnerinnen bekannt | Versuchsserien ab 1,61 m nur für die Medaillengewinnerinnen bekannt | Versuchsserien ab 1,61 m nur für die Medaillengewinnerinnen bekannt | Versuchsserien ab 1,61 m nur für die Medaillengewinnerinnen bekannt | Versuchsserien ab 1,61 m nur für die Medaillengewinnerinnen bekannt |
| 7     | Ilse Steinegger            | Österreich         | 1,58 m |           | Versuchsserien ab 1,61 m nur für die Medaillengewinnerinnen bekannt | Versuchsserien ab 1,61 m nur für die Medaillengewinnerinnen bekannt | Versuchsserien ab 1,61 m nur für die Medaillengewinnerinnen bekannt | Versuchsserien ab 1,61 m nur für die Medaillengewinnerinnen bekannt | Versuchsserien ab 1,61 m nur für die Medaillengewinnerinnen bekannt |
| 8     | Dora Gardner               | Großbritannien     | 1,55 m |           | Versuchsserien ab 1,61 m nur für die Medaillengewinnerinnen bekannt | Versuchsserien ab 1,61 m nur für die Medaillengewinnerinnen bekannt | Versuchsserien ab 1,61 m nur für die Medaillengewinnerinnen bekannt | Versuchsserien ab 1,61 m nur für die Medaillengewinnerinnen bekannt | Versuchsserien ab 1,61 m nur für die Medaillengewinnerinnen bekannt |
| 9     | Anne Iversen               | Dänemark           | 1,50 m |           | Versuchsserien ab 1,61 m nur für die Medaillengewinnerinnen bekannt | Versuchsserien ab 1,61 m nur für die Medaillengewinnerinnen bekannt | Versuchsserien ab 1,61 m nur für die Medaillengewinnerinnen bekannt | Versuchsserien ab 1,61 m nur für die Medaillengewinnerinnen bekannt | Versuchsserien ab 1,61 m nur für die Medaillengewinnerinnen bekannt |
| 9     | Simone Ruas                | Frankreich         | 1,50 m |           | Versuchsserien ab 1,61 m nur für die Medaillengewinnerinnen bekannt | Versuchsserien ab 1,61 m nur für die Medaillengewinnerinnen bekannt | Versuchsserien ab 1,61 m nur für die Medaillengewinnerinnen bekannt | Versuchsserien ab 1,61 m nur für die Medaillengewinnerinnen bekannt | Versuchsserien ab 1,61 m nur für die Medaillengewinnerinnen bekannt |
| 11    | Shirley Gordon             | Kanada             | 1,50 m |           | Versuchsserien ab 1,61 m nur für die Medaillengewinnerinnen bekannt | Versuchsserien ab 1,61 m nur für die Medaillengewinnerinnen bekannt | Versuchsserien ab 1,61 m nur für die Medaillengewinnerinnen bekannt | Versuchsserien ab 1,61 m nur für die Medaillengewinnerinnen bekannt | Versuchsserien ab 1,61 m nur für die Medaillengewinnerinnen bekannt |
| 11    | Carmen Phipps              | Jamaika            | 1,50 m |           | Versuchsserien ab 1,61 m nur für die Medaillengewinnerinnen bekannt | Versuchsserien ab 1,61 m nur für die Medaillengewinnerinnen bekannt | Versuchsserien ab 1,61 m nur für die Medaillengewinnerinnen bekannt | Versuchsserien ab 1,61 m nur für die Medaillengewinnerinnen bekannt | Versuchsserien ab 1,61 m nur für die Medaillengewinnerinnen bekannt |
| 11    | Bernice Robinson           | USA                | 1,50 m |           | Versuchsserien ab 1,61 m nur für die Medaillengewinnerinnen bekannt | Versuchsserien ab 1,61 m nur für die Medaillengewinnerinnen bekannt | Versuchsserien ab 1,61 m nur für die Medaillengewinnerinnen bekannt | Versuchsserien ab 1,61 m nur für die Medaillengewinnerinnen bekannt | Versuchsserien ab 1,61 m nur für die Medaillengewinnerinnen bekannt |
| 14    | Triny Bourkel              | Luxemburg          | 1,40 m |           | Versuchsserien ab 1,61 m nur für die Medaillengewinnerinnen bekannt | Versuchsserien ab 1,61 m nur für die Medaillengewinnerinnen bekannt | Versuchsserien ab 1,61 m nur für die Medaillengewinnerinnen bekannt | Versuchsserien ab 1,61 m nur für die Medaillengewinnerinnen bekannt | Versuchsserien ab 1,61 m nur für die Medaillengewinnerinnen bekannt |
| 14    | Anne-Marie Colchen         | Frankreich         | 1,40 m |           | Versuchsserien ab 1,61 m nur für die Medaillengewinnerinnen bekannt | Versuchsserien ab 1,61 m nur für die Medaillengewinnerinnen bekannt | Versuchsserien ab 1,61 m nur für die Medaillengewinnerinnen bekannt | Versuchsserien ab 1,61 m nur für die Medaillengewinnerinnen bekannt | Versuchsserien ab 1,61 m nur für die Medaillengewinnerinnen bekannt |
| 14    | Emma Reed                  | USA                | 1,40 m |           | Versuchsserien ab 1,61 m nur für die Medaillengewinnerinnen bekannt | Versuchsserien ab 1,61 m nur für die Medaillengewinnerinnen bekannt | Versuchsserien ab 1,61 m nur für die Medaillengewinnerinnen bekannt | Versuchsserien ab 1,61 m nur für die Medaillengewinnerinnen bekannt | Versuchsserien ab 1,61 m nur für die Medaillengewinnerinnen bekannt |
| 17    | Olga Gyarmati              | Ungarn             | 1,40 m |           | Versuchsserien ab 1,61 m nur für die Medaillengewinnerinnen bekannt | Versuchsserien ab 1,61 m nur für die Medaillengewinnerinnen bekannt | Versuchsserien ab 1,61 m nur für die Medaillengewinnerinnen bekannt | Versuchsserien ab 1,61 m nur für die Medaillengewinnerinnen bekannt | Versuchsserien ab 1,61 m nur für die Medaillengewinnerinnen bekannt |
| 17    | Elizabeth Müller           | Brasilien          | 1,40 m |           | Versuchsserien ab 1,61 m nur für die Medaillengewinnerinnen bekannt | Versuchsserien ab 1,61 m nur für die Medaillengewinnerinnen bekannt | Versuchsserien ab 1,61 m nur für die Medaillengewinnerinnen bekannt | Versuchsserien ab 1,61 m nur für die Medaillengewinnerinnen bekannt | Versuchsserien ab 1,61 m nur für die Medaillengewinnerinnen bekannt |
| 19    | Elaine Silburn             | Kanada             | 1,40 m |           | Versuchsserien ab 1,61 m nur für die Medaillengewinnerinnen bekannt | Versuchsserien ab 1,61 m nur für die Medaillengewinnerinnen bekannt | Versuchsserien ab 1,61 m nur für die Medaillengewinnerinnen bekannt | Versuchsserien ab 1,61 m nur für die Medaillengewinnerinnen bekannt | Versuchsserien ab 1,61 m nur für die Medaillengewinnerinnen bekannt |
| DNS   | Noëmi Simonetto de Portela | Argentinien        |        |           | Versuchsserien ab 1,61 m nur für die Medaillengewinnerinnen bekannt | Versuchsserien ab 1,61 m nur für die Medaillengewinnerinnen bekannt | Versuchsserien ab 1,61 m nur für die Medaillengewinnerinnen bekannt | Versuchsserien ab 1,61 m nur für die Medaillengewinnerinnen bekannt | Versuchsserien ab 1,61 m nur für die Medaillengewinnerinnen bekannt |
| DNS   | Milly Ludwig               | Luxemburg          |        |           | Versuchsserien ab 1,61 m nur für die Medaillengewinnerinnen bekannt | Versuchsserien ab 1,61 m nur für die Medaillengewinnerinnen bekannt | Versuchsserien ab 1,61 m nur für die Medaillengewinnerinnen bekannt | Versuchsserien ab 1,61 m nur für die Medaillengewinnerinnen bekannt | Versuchsserien ab 1,61 m nur für die Medaillengewinnerinnen bekannt |
| DNS   | Fanny Blankers-Koen        | Niederlande        |        |           | Versuchsserien ab 1,61 m nur für die Medaillengewinnerinnen bekannt | Versuchsserien ab 1,61 m nur für die Medaillengewinnerinnen bekannt | Versuchsserien ab 1,61 m nur für die Medaillengewinnerinnen bekannt | Versuchsserien ab 1,61 m nur für die Medaillengewinnerinnen bekannt | Versuchsserien ab 1,61 m nur für die Medaillengewinnerinnen bekannt |

Die eigentliche Favoritin, die Weltrekordhalterin Fanny Blankers-Koen, hatte auf einen Start im Hochsprung verzichtet. Sie wollte die Zahl ihrer Starts in London begrenzen, um so ihre Chancen auf Erfolge in den anderen Wettkämpfen nicht zu beeinträchtigen.
Der Kampf um die Goldmedaille spitzte sich zu zwischen der US-Springerin Alice Coachman und der Britin Dorothy Tyler, die 1936 in Berlin unter ihrem Mädchennamen Odam die Silbermedaille gewonnen hatte. Beide Athletinnen sprangen über die olympische Rekordhöhe von 1,68 m, Coachman in ihrem ersten Versuch, während Tyler zunächst einen Fehlversuch hatte. Die nächste Höhe von 1,70 m wurde von beiden dreimal gerissen. Coachman wurde somit auf Grund ihrer geringeren Fehlversuche Olympiasiegerin. Sie war die erste afroamerikanische Siegerin bei Olympischen Spielen. Die US-Amerikanerin verletzte sich bei ihrem letzten Sprung so stark, dass sie auf keinen Fall hätte weiterspringen können. Das heißt: Bei einem Stichkampf ohne die neu eingeführte Fehlversuchsregel wäre die Britin Olympiasiegerin geworden – so wie auch 1936 in Berlin, wenn es damals unter Anwendung der noch nicht geltenden Fehlversuchsregel keinen Stichkampf gegeben hätte. Manchmal hängt es von solchen Rahmenbedingungen ab, wie Medaillen verteilt werden. Aber Dorothy Tyler bzw. Dorothy Odam bleiben ihre beiden Silbermedaillen. Micheline Ostermeyer, die bereits zweimal Gold im Kugelstoßen bzw. Diskuswurf gewonnen hatte, wurde Dritte.
Micheline Ostermeyer gewann die erste französische Medaille im Hochsprung der Frauen.

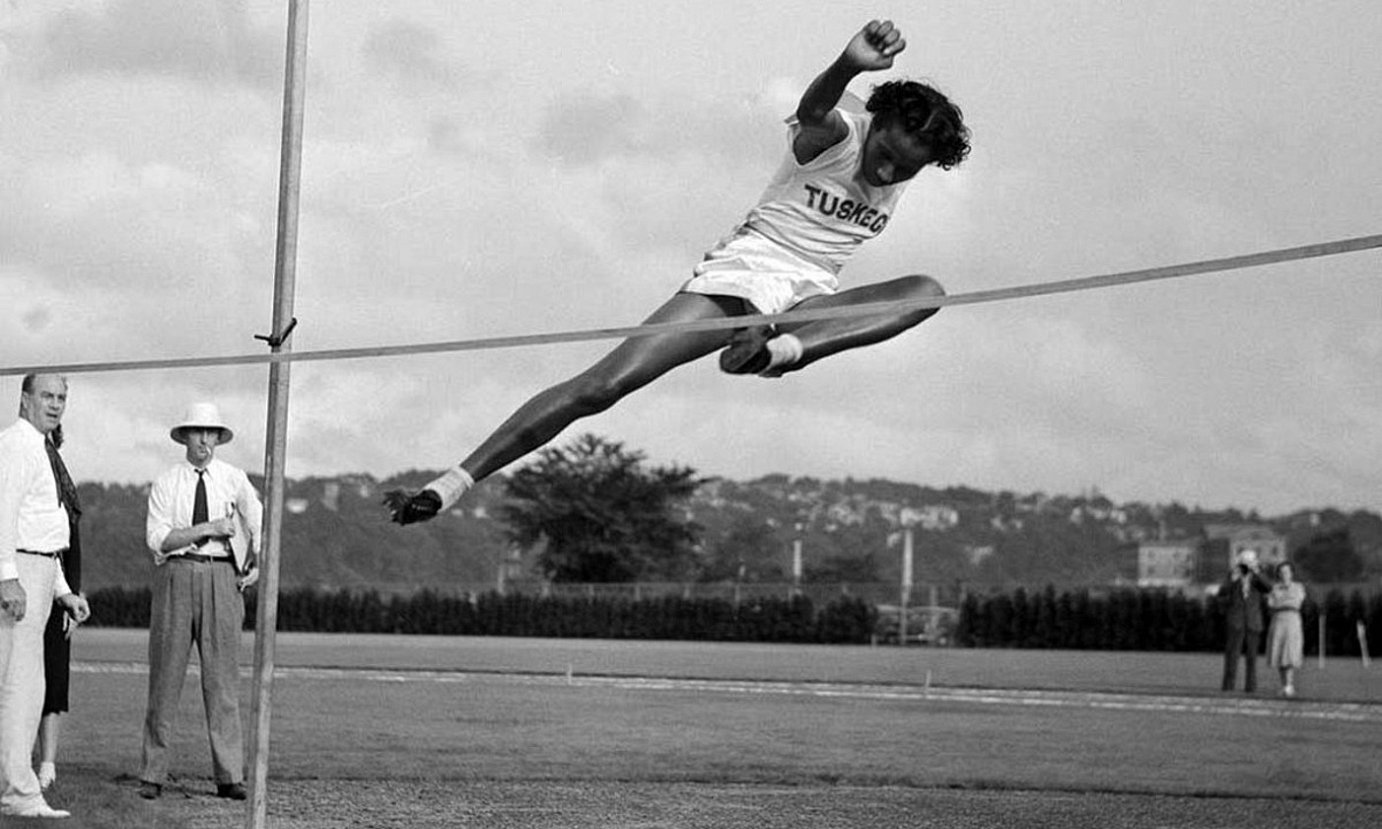
Olympiasiegerin Alice Coachman
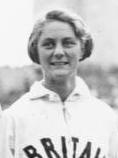
Wie bei den Spielen 1936 – damals als Dorothy Odam – gab es Silber für Dorothy Tyler
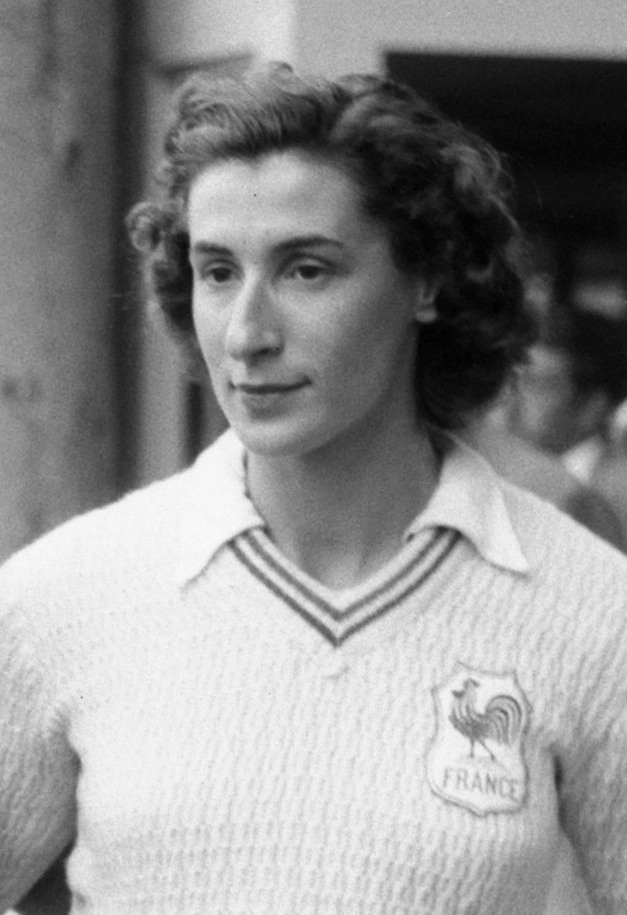
Nach zweimal Gold im Kugelstoßen und Diskuswurf errang Micheline Ostermeyer im Hochsprung Bronze
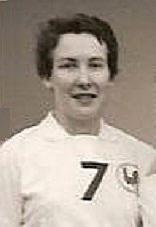
Anne-Marie Colchen erreichte den geteilten Platz vierzehn

## Videolinks
- London 1948 | ALICE CHOACHMAN | High Jump | Athletics | Olympic Summer Games | 24, youtube.com, abgerufen am 28. Juli 2021
- Alice Coachman 1948 First African American gold medalist, youtube.com, abgerufen am 24. August 2017
- London Olympics - 1948 | Today In History | 29 July 17, Bereich 6:10 min bis 6:33 min, youtube.com, abgerufen am 28. Juli 2021